# Montage
Montage – kompilacyjny album saksofonisty Kenny’ego G, wydany przez wytwórnię BMG w 1993 roku.

## Lista utworów
1. „Songbird”
2. „I Can’t Tell You Why”
3. „Tribeca”
4. „Virgin Island”
5. „I've Been Missin' You”
6. „Uncle Al”
7. „What Does It Take (To Win Your Love)”
8. „Silhouette”
9. „Midnight Motion”
10. „Against Doctor's Orders”
11. „Hi, How Ya Doin'?”
12. „Sade”
13. „Going Home”
14. „We've Saved the Best for Last”